# Gender Equality Advisory Council
Der Gender Equality Advisory Council (GEAC) ist ein unabhängiges Gremium für Gleichstellungsfragen, das die G7-Staaten berät. Erstmals unter der kanadischen G7-Präsidentschaft im Jahr 2018 gegründet, werden alljährlich Experten von den G7-Regierungen in den Beirat berufen. Das Mandat sieht die Beratung der G7-Staats- und -Regierungschefs sowie der Minister in Fragen der Geschlechtergerechtigkeit sowie die Erarbeitung von gleichgestellungspolitischen Empfehlungen und Analysen vor.